# Малоритський стрій

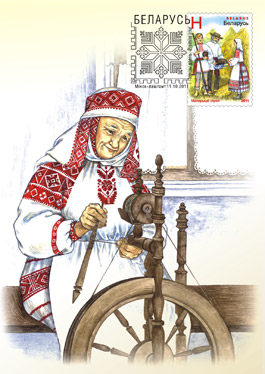
Малоритський костюм селянського жіночого одягу

Малоритський стрій (біл. Маларыцкі строй) — традиційний комплекс Білоруського народного одягу у Західному Поліссі. Побутував у 19 — середині 20 ст. переважно в Малоритському і на півдні Кобринського районів.

## Жіночий одяг

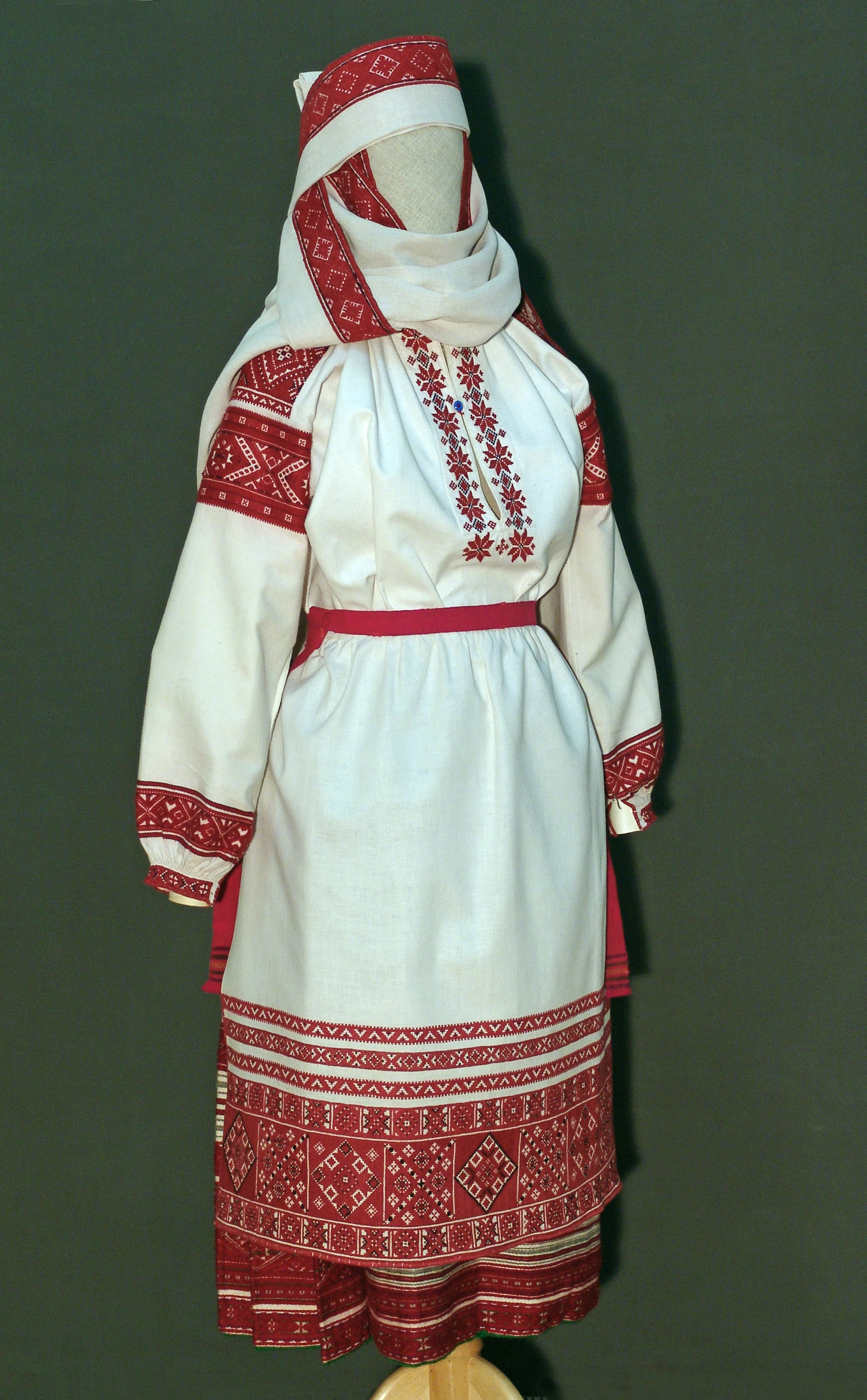
Малоритський костюм з с. Збураж (Малоритський район, кін. XIX-поч. XX ст.). Музей давньобілоруської культури

Примітний архаїчністю, класичною завершеністю форм одягу, оригінальними головними уборами одружених жінок, використанням багато оздоблених декоративних тканин. Літній жіночий костюм складали сорочка, спідниця, фартух. 
Сорочку шили з прямими плечовими вставками і відкладним коміром. Прикрашали червоно-коричневим геометричним орнаментом, скомпонованим в поперечні смуги у верхній частині рукава, на плечах, манишці і по краю коміра. 
Гармонійним поєднанням натурального кольору біло-сірої і коричнево-червоної вовни, білого льону і пеньки виділяються пружні на зразок повсті святкові спідниці-бурки, характерні тільки для Малоритського строю. Фартух (1-і 2-полковий) часто мав декоративні вишиті зав'язки. Підперезували спідницю тканим на кроснах червоним поясом. 
Особливу виразність костюму надавала намітка, яку, на відміну від наміток інших строїв, багато обробляли вишивкою: розетками-зірками на одному кутку і візерунчастим шляхом на двох краях. У костюмі свахи своєрідною барвистістю визначався головний убір (коробочка-повсть, оброблена різнокольоровими пасками сатину, шовку, тасьми, бісером і двома пуками-ріжками пестоукрашенного пір'я). 
Шийні і нагрудні прикраси — пацьорки, хрестики, личмани (3, 5, 7 круглих медальйонів-іконок, прикріплених до стрічки).

## Чоловічий одяг

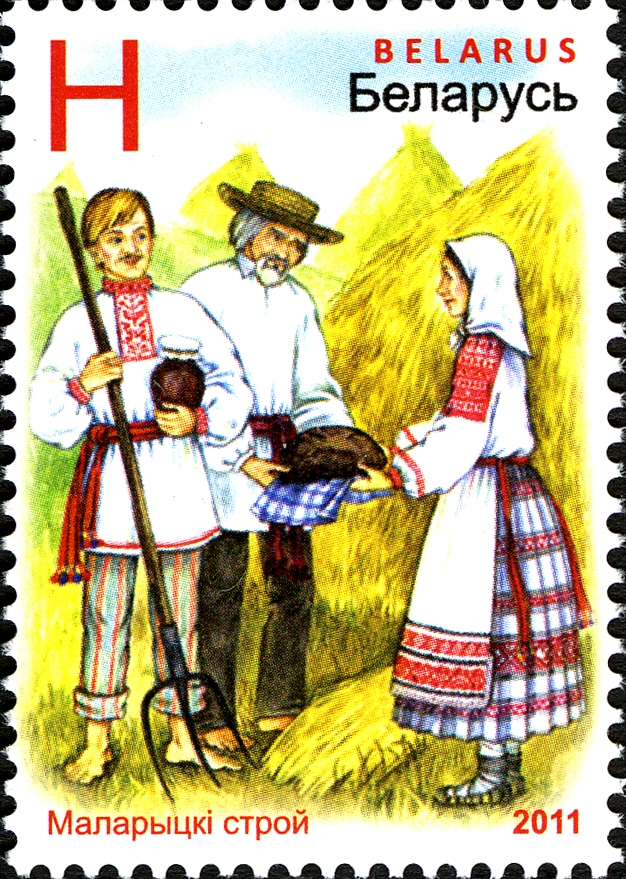

У чоловічий костюм входили сорочка навипуск, пояс і штани; головний убір — солом'яний капелюх. Верхнім одягом були свити-латушки з білого, сірого або темно-коричневого валеного сукна, Дублянки.